# Takashi Hosokawa
Takashi Hosokawa (細川たかし), né 細川貴志) le 15 juin 1950 à Makkari en Hokkaidō est un chanteur japonais du genre enka.
Il fait ses débuts en 1975 avec la chanson Kokoro Nokori qui en fait immédiatement l'un des plus populaires chanteur enka et pop du Japon. Il participe pendant 32 années consécutives à l'émission télévisée Kōhaku Uta Gassen mais est finalement contraint de rejeter l'offre de la NHK en 2007 en raison de la controverse Enten (en).

## Discographie
| #  | Titre                                                                  | Date de sortie     |
| -- | ---------------------------------------------------------------------- | ------------------ |
| 1  | Kokoro nokori (心のこり)                                               | 1er avril 1975     |
| 2  | Miren kokoro (みれん心)                                                | 1er septembre 1975 |
| 3  | Onna no jūjiro (女の十字路, Woman's Crossroads)                        | 1er février 1976   |
| 4  | Okitegami (置き手紙, Discarded Letter)                                 | 1er juillet 1976   |
| 5  | Kita no ryoshū (北の旅愁, Lonely Journey Northwards)                   | 1er octobre 1976   |
| 6  | Onna no haru (おんなの春, Woman's Summer)                              | 4 octobre 1977     |
| 7  | Hitori tabi (ひとり旅, Travelling Alone)                               | 9 octobre 1977     |
| 8  | Tōi akari (遠い灯り, Distant Light)                                    | 1er mars 1978      |
| 9  | Nukumori (ぬくもり)                                                    | 1er juillet 1978   |
| 10 | Minato yakei (港夜景)                                                  | 1er octobre 1978   |
| 12 | Yukizuri (ゆきずり)                                                    | 1er septembre 1979 |
| 13 | Issho ni kurasō (一緒に暮らそう)                                       | 1er avril 1980     |
| 14 | Shiawase ondo (しあわせ音頭)                                           | 1er juin 1980      |
| 15 | Hotaru kusa (ほたる草)                                                 | 1er septembre 1980 |
| 16 | Itsuka doko ka de (いつかどこかで, Someday, Somewhere)                 | 1er février 1981   |
| 17 | Onnagokoro (女ごころ, Female Instinct)                                 | 25 juillet 1981    |
| 18 | Kita sakaba (北酒場, Northern Tavern)                                  | 25 mars 1982       |
| 19 | Yagiri no watashi (矢切の渡し)                                         | 21 février 1983    |
| 20 | Shinjuku jōwa (新宿情話, Shinjuku Love Story)                          | 1er janvier 1984   |
| 21 | Hoshizuku no machi (星屑の街, Stardust City)                           | 1er juin 1984      |
| 22 | Naniwabushi da yo jinsei wa (浪花節だよ人生は)                         | 21 août 1984       |
| 23 | Sakaba de aba yo (酒場であばよ)                                        | 1er mars 1985      |
| 24 | Nippon rettō tabi karasu (日本列島旅鴉)                                | 21 avril 1985      |
| 25 | Bōkyō jon Kara (望郷じょんから)                                        | 21 août 1985       |
| 26 | Yukemuri jōwa (湯けむり情話)                                           | 21 avril 1986      |
| 27 | Sadame kawa (さだめ川)                                                 | 21 août 1986       |
| 28 | Yumereki (夢暦)                                                        | 21 mars 1987       |
| 29 | Hoshi ga mite ita (星が見ていた, Stargazing)                           | 21 octobre 1987    |
| 30 | Hokui gojū (北緯五十, 15 Degrees North)                                | 1er février 1988   |
| 31 | Seichō osomatsubushi (正調 おそ松節)                                   | 21 mars 1988       |
| 32 | Jinsei Kōro (人生航路)                                                 | 21 mars 1989       |
| 33 | Kitaguni e (北国へ, To the North-lands)                                | 11 octobre 1989    |
| 34 | Otoko no himatsuri (男の火祭り)                                        | 17 avril 1990      |
| 35 | Hoshi ga mite ita (星が見ていた, Stargazing)                           | 21 août 1990       |
| 36 | Ukare bushi (うかれ節)                                                 | 21 septembre 1990  |
| 37 | Aa, ii onna (ああ、いい女)                                             | 1er janvier 1991   |
| 38 | Ōenka, ikimasu (応援歌、いきます)                                      | 1er mai 1991       |
| 39 | Sado no koi uta (佐渡の恋唄, Sado Love Song)                           | 1er décembre 1991  |
| 40 | Koi no sake (恋の酒)                                                   | 1er mai 1993       |
| 41 | Jinsei kibō to shinbō da (人生希望と辛抱だ)                            | 21 septembre 1993  |
| 42 | Haha koi karasu (母恋鴉)                                               | 1er janvier 1994   |
| 43 | Hokuto no hoshi (北斗の星)                                             | 1er avril 1994     |
| 44 | Yume yoi jin (夢酔い人)                                                | 21 novembre 1994   |
| 45 | Futari michi (ふたり道, "Two Paths")                                   | 19 août 1995       |
| 46 | Onna no shigure (女のしぐれ)                                           | 21 août 1996       |
| 47 | Fuyu no yado (冬の宿)                                                  | 21 août 1997       |
| 48 | Inochi fune (いのち舟)                                                 | 28 février 1998    |
| 49 | Futaba san (双葉山, "Mt. Futaba")                                      | 22 août 1998       |
| 50 | Yume no yume ~Chikamatsu Shinjū monogatari~ (夢のゆめ～近松心中物語～) | 1er février 1999   |
| 51 | Shigure no minato (しぐれの港)                                         | 19 juin 1999       |
| 52 | Yukikō (雪港)                                                          | 1er janvier 2000   |
| 53 | Iki na sake (粋な酒)                                                   | 1er juillet 2000   |
| 54 | Kita no goban machi (北の五番町)                                       | 18 août 2001       |
| 55 | Kono aoi sora ni wa (この蒼い空には, This Blue Sky)                    | 1er mars 2002      |
| 56 | Gasshō - Kaze no yado (合掌 風の宿)                                    | 20 juillet 2002    |
| 57 | Daikarasu ~Kokyō no shinon de~ (大鴉～故郷偲んで～)                    | 19 février 2003    |
| 56 | Yoake no shussen (夜明けの出船, Sailing at Dawn)                       | 20 août 2003       |
| 57 | Fūfu gokoro (夫婦ごころ)                                               | 1er janvier 2004   |
| 58 | Shimokita ryōka (下北漁歌)                                             | 25 août 2004       |
| 59 | Kinosaki koiuta (城崎恋歌)                                             | 19 janvier 2005    |
| 60 | Ayairo no koi (あやいろの恋)                                           | 15 février 2006    |
| 61 | Ojiro washi (オジロ鷲)                                                 | 20 septembre 2006  |
| 62 | Manten no funauta (満天の船歌)                                         | 21 mars 2007       |
| 63 | Koi yadori ~Ginzan yakei~ (恋宿り～銀山夜景～)                         | 21 mai 2008        |

## Filmographie
- 1983 : C'est dur d'être un homme : La Chanteuse (男はつらいよ 旅と女と寅次郎, Otoko wa tsurai yo: Tabi to onna to Torajirō?) de Yōji Yamada : l'homme au bateau du générique (caméo)